# 佩尼亞羅亞峰
佩尼亞羅亞峰（西班牙語：Pico de Peñarroya），是西班牙的山峰，位於阿拉貢自治區的特魯埃爾省，屬於伊比利亞山脈的一部分，海拔高度2,028米，山體由石灰岩組成。